# Рохлина, Вера Николаевна
Вера Николаевна Рохлина (урождённая Шлезингер, фр. Vera Rockline; 1896 — 4 апреля 1934, Париж) — российско-французская художница Парижской школы.

## Биография
Родилась в Москве. Училась в студии живописи и рисунка Ильи Машкова, позже в Киеве у Александры Экстер. Писала обнаженную натуру, портреты, пейзажи, натюрморты с цветами. В 1918—1919 под фамилией Шлезингер участвовала в выставках московских художников, в том числе в выставке Московского товарищества художников (МТХ), выставке картин Профессионального союза художников-живописцев, в 5-й Государственной выставке картин «От импрессионизма до беспредметности», в Выставке картин и скульптуры художников-евреев.
В 1919—1920 гг. жила в Тифлисе. В начале 1920-х годов уехала во Францию и поселилась в Париже, на Монпарнасе. В 1922 году экспонировала свои работы в «Осеннем салоне», «Салоне Независимых» и «Салоне Тюильри». В 1925 году в галерее Шарля Вильдрака и в 1934 году в галерее «Баррейро» прошли персональные выставки художницы. Была знакома с Зинаидой Серебряковой, тоже жившей в Париже, написала её портрет.
Вера Рохлина покончила с собой в возрасте 38 лет. Некролог в журнале «Русская мысль» написал Александр Бенуа.

## Память
- В Нижнем Новгороде существует Школа искусств им. Веры Рохлиной.

## Ценовые рекорды работ Веры Рохлиной
- 24 июня 2008 года на аукционе «Кристис» холст Веры Рохлиной «Картёжники» был продан за $ 4 040 954[3]. Столь высокая цена вызвала недоумение некоторых специалистов[4].